# Hälsegylet
Hälsegylet är en sjö i Alvesta kommun i Småland och ingår i Mörrumsåns huvudavrinningsområde. Sjön är 2,2 meter djup, har en yta på 0,03 kvadratkilometer och är belägen 142 meter över havet.